# Никольская, Мария Николаевна
Мария Николаевна Никольская (24 июля 1896 — 27 августа 1969) — российский советский энтомолог, работала в отделении перепончатокрылых насекомых Зоологического института (Ленинград), крупнейший специалист по хальцидоидным наездникам Chalcidoidea, Hymenoptera, теоретик биологического метода защиты растений, доктор биологических наук.

## Биография
Мария Николаевна Никольская родилась 24 июля 1896 года в семье коллежского асессора, чиновника Нижегородского суда Н. К. Никольского в Нижнем Новгороде. Её мать Людмила Александровна была портнихой-белошвейкой, держала модную мастерскую. Мария училась в Нижегородской мариинской гимназии, и одновременно в старших классах подрабатывала уроками. Окончила гимназию в 1914 году. В годы Первой мировой войны была военной телефонисткой. Однако в 1916 году, демобилизовавшись, поступила на естественное отделение курсов Лесгафта в Петрограде, одновременно подрабатывала воспитательницей в детском саду.
В голодную зиму 1917—1918 годов Мария Николаевна вернулась к матери в Нижний Новгород. В 1918 году поступила там на второй курс в только что организованный Нижегородский университет, учёбу совмещала с работой препаратором на кафедре гистологии (1920—1922 гг.), вела занятия по биологии в местной акушерской школе и т. д. В 1922 году в связи с расформированием биологического факультета в Нижегородском университете Мария Николаевна поступила на биологическое отделение физико-математического факультета 1-го МГУ. Весной того же года она начала работать на Нижегородской станции защиты растений при Земельном отделе, и продолжала в летние сезоны работу в этом учреждении во время учёбы в Москве. А зимы с 1922 по 1925 год М. Н. Никольская параллельно с учёбой работала на Московской станции защиты растений. Переехав в Москву, Мария Николаевна жила в тяжёлых бытовых условиях, и у неё начался туберкулёз лёгких. Мария провела значительную часть лета в санатории в Желинине в Нижегородской области и уже к осени смогла вернуться в Москву для продолжения занятий.

### Научная работа
В 1925 году Мария Никольская окончила МГУ и поступила на постоянную работу препаратором на Московскую станцию защиты растений. С 1926 по 1930 год получала командировки на Полтавскую сельско-хозяйственную опытную станцию для изучения коллекции Chalcididae, собранной Н. В. Курдюмовым. В 1927 году М. Н. Никольская защитила дипломную работу «Паразиты вредителей сада и огорода из сем. Chalcididae» под руководством С. С. Четверикова.
В 1930 году Мария Николаевна перешла на работу в ВИЗР и переехала в Ленинград. За семь лет работы во Всесоюзном институте защиты растений Никольская прошла путь от внештатного лаборанта до заместителя заведующего кабинетом систематики. В 1937 году М. Н. Никольская перешла на работу в Зоологический институт АН СССР. Там она становится ближайшим сотрудником А. П. Семёнова-Тян-Шанского, его лаборантом, секретарём, чтецом (учёный к этому времени почти потерял зрение). После смерти Андрея Петровича в блокадном Ленинграде Мария Николаевна сумела подготовить его неизданные работы к печати. В 1944 году М. Н. Никольская защитила кандидатскую диссертацию.

#### Создание школы хальцидологов
Создатель отечественной научной школы хальцидологов. Подготовила несколько десятков учёных-энтомологов, среди которых доктора биологических наук: В. А. Яснош, Б. М. Чумакова, В. А. Тряпицын, Е. С. Сугоняев, С. Н. Мярцева, М. Д. Зерова и другие специалисты по насекомым.

## Семья
- Брат — Борис[1].
- Сестра — Валентина[1].
- Воспитанница — Стелла Георгиевна Ракова (не была удочерена, поступила на воспитание в 1945 году в возрасте 12 лет)[1].
  - Дочь воспитанницы — О. Осипова (род. 1963)[1].

## Основные труды

### Книги и брошюры
- Никольская М. Н. Инструкция по сбору и хранению насекомых. Изд. Всес. ин-та защиты растений, 1937, 19 c.
- Никольская М. Н. Хальциды фауны СССР (Chalcidoidea). — М.—Л. : Изд-во АН СССР, 1952. Вып. 44. — 576 с. В надзаг.: Определители по фауне СССР, изд. Зоол. ин-том АН СССР.
- Никольская М. Н. Хальциды. Сем. Chalcididae и Leucospidae // Фауна СССР. Насекомые перепончатокрылые. — М.—Л.: Издательство АН СССР, 1960. — Т. 7, вып. 5. — 221 с. — (Новая серия № 76).
- Никольская М. Н. Надсемейство Chrysidoidea // Определитель насекомых европейской части СССР. Т. III. Перепончатокрылые. Первая часть // Подотряд Apocrita — Стебельчатобрюхие (Арнольди К. В. и др.) / под общ. ред. Г. С. Медведева. — Л.: Наука, 1978. — С. 58—71. — 584 с. — (Определители по фауне СССР, издаваемые Зоологическим институтом АН СССР; вып. 119). — 3500 экз.

- Никольская М. Н., Яснош В. А. Афелиниды Европейской части СССР и Кавказа. (Chalcidoidea, Aphelinidae). — М. ; Л.: Наука, Ленингр. отд-ние, 1966. — 295 с.

### Избранные статьи
- Никольская М. Н. О клеверном семееде (Brucophagus gibbus Boch.) и его паразитах на люцерне в СССР // Защита растений 1932, № 1, с. 107—111
- Семенов-Тян-Шанский А. П., Никольская М. Н. 1954. Осы-блестянки (Hymenoptera, Chrysididae) Таджикистана. Труды Зоологического института АН СССР, 15: 89-137. (Semenov-Tian-Shanskij A.P. and Nikol’skaya M.N. 1954. Cuckoo-wasps (Hymenoptera, Chrysididae) of Tajikistan. Trudy Zoologicheskogo Instituta Akademii Nauk SSSR, 15: 89-137.)

## Награды
- Медаль «За трудовое отличие»[1]
- Медаль «За трудовую доблесть»[1]
- Медаль «За оборону Ленинграда»[1]
- Медаль «За доблестный труд в Великой Отечественной войне 1941—1945 гг.»[1]

## Комментарии
1. ↑  По другим сведениям сестрой милосердия[2].
2. ↑  По другим сведениям[источник не указан 289 дней] в 1920-1921 гг. М. Н. Никольская работала ассистентом кафедры зоологии Нижегородского университета [источник не указан 289 дней]